# Ruslan Litvinov
Ruslan Romanovich Litvinov - em russo, Руслан Романович Литвинов (Voronej, 18 de agosto de 2001) é um futebolista russo que atua como zagueiro. Atualmente joga pelo Spartak Moscou.

## Carreira
Estreou profissionalmente no time reserva do Spartak Moscou em agosto de 2019, contra o Yenisey Krasnoyarsk, pela Segunda Divisão, entrando no lugar de Mikhail Ignatov aos 79 minutos de jogo. Sua primeira partida pela equipe principal foi em outubro de 2020, também contra o Yenisey - desta vez pela Copa da Rússia. A estreia do zagueiro na primeira divisão foi em dezembro do mesmo ano, frente ao Tambov, substituindo Alex Král aos 3 minutos da primeira etapa..
Em fevereiro de 2022, Litvinov renovou seu contrato com o Spartak até maio de 2026 .

## Seleção nacional
Tendo atuado pelas seleções de base da Rússia entre 2017 e 2021, Litvinov foi convocado pela primeira vez à equipe principal em novembro de 2022, para os amistosos contra Tajiquistão e Uzbequistão, fazendo sua estreia contra este último.

## Estatísticas
- Atualizado até 8 de outubro de 2023

| Clube          | Temporada      | Campeonato           | Campeonato | Campeonato | Copa     | Copa | Continental | Continental | Outros   | Outros | Total    | Total |
| Clube          | Temporada      | Divisão              | Partidas   | Gols       | Partidas | Gols | Partidas    | Gols        | Partidas | Gols   | Partidas | Gols  |
| -------------- | -------------- | -------------------- | ---------- | ---------- | -------- | ---- | ----------- | ----------- | -------- | ------ | -------- | ----- |
| Soartak-2      | 2019–20        | Segunda Divisão      | 7          | 0          | –        | –    | –           | –           | –        | –      | 7        | 0     |
| Soartak-2      | 2020–21        | Segunda Divisão      | 24         | 2          | –        | –    | –           | –           | –        | –      | 24       | 2     |
| Soartak-2      | 2021–22        | Segunda Divisão      | 4          | 1          | –        | –    | –           | –           | –        | –      | 4        | 1     |
| Soartak-2      | Total          | Total                | 35         | 3          | 0        | 0    | 0           | 0           | 0        | 0      | 35       | 3     |
| Spartak Moscou | 2020–21        | Premier League Russa | 6          | 0          | 1        | 0    | –           | –           | –        | –      | 7        | 0     |
| Spartak Moscou | 2021–22        | Premier League Russa | 19         | 2          | 4        | 0    | 4           | 0           | –        | –      | 27       | 2     |
| Spartak Moscou | 2022–23        | Premier League Russa | 25         | 3          | 6        | 0    | –           | –           | 1        | 0      | 52       | 3     |
| Spartak Moscou | 2023–24        | Premier League Russa | 8          | 0          | 2        | 0    | –           | –           | –        | –      | 10       | 0     |
| Spartak Moscou | Total          | Total                | 58         | 5          | 13       | 0    | 4           | 0           | 1        | 0      | 77       | 5     |
| Total de jogos | Total de jogos | Total de jogos       | 93         | 8          | 13       | 0    | 4           | 0           | 1        | 0      | 111      | 8     |

1. ↑  Inclui jogos pela Liga Europa
2. ↑  Inclui a Supercopa da Rússia

## Títulos
Spartak Moscou
- Copa da Rússia: 2021–22[8]

### Individuais
- Gol do Mês da Premier League Russa: Março de 2023.[9]
- Time da temporada da Premier League Russa: 2022–23[10]